# Ypsolopha falciferella
Ypsolopha falciferella là một loài bướm đêm thuộc họ Ypsolophidae. Nó được tìm thấy ở khắp much của Bắc Mỹ, bao gồm British Columbia, Alberta, Manitoba, Saskatchewan, Michigan và Maryland. Nơi sinh sống đa dạng từ rừng gỗ hỗn hợp, rừng bụi bán khô cằn, thảo nguyên.
Sải cánh dài khoảng 21 mm. Con trưởng thành bay từ tháng 6 đến đầu tháng 10.
Ấu trùng ăn Prunus virginiana. Quá trình hóa nhộng diễn ra trong tổ kén tơ.